# Западный Эмс
Западный Эмс (фр. Ems-Occidental) — административная единица Первой французской империи, располагавшаяся примерно на землях современных нидерландских провинций Гронинген и Дренте. Название департамента происходит от реки Эмс.
Департамент был создан 1 января 1811 года, после того как Королевство Голландия было аннексировано Францией.
После разгрома Наполеона эти земли вошли в состав Объединённого королевства Нидерландов, за исключением кантона Йемгум и большей части Венера, вошедших в состав королевства Ганновер.